# Pas de Wakhjir
El pas de Wakhjir, també escrit pas de Vakhjir, és un pas de muntanya de l'Hindu Kush o Pamir, a l'extrem oriental del corredor de Wakhan, l'únic pas potencialment transitable entre l'Afganistan i la Xina a l'època moderna. Uneix el Wakhan, a l'Afganistan amb el comtat autònom tajik de Tashkurgan, al Xinjiang, Xina, a una altitud de 4.923 metres, però el pas no és un pas fronterer oficial. Amb una diferència de 3,5 hores, la frontera entre l'Afganistan i la Xina té el canvi d'hora oficial més gran que en qualsevol altra frontera internacional (UTC+4:30, a l'Afganistan, a UTC+8:00, a la Xina). La Xina anomena el pas com el pas del sud de Wakhjir (xinès: 南瓦根基达坂), ja que hi ha un pas nord al costat xinès.

## Descripció
No hi ha cap carretera que travessi el port. Al costat xinès, la regió immediata només és accessible per al personal militar. Una tanca de filferro de pues de 92 quilòmetres de llarg es va erigir a la frontera, i hi ha un lloc avançat de la guàrdia fronterera xinesa a Keketuluke, a uns 20 quilòmetres a l'est del pas. L'estiu de 2009 el Ministeri de Defensa xinès va començar la construcció d'una nova carretera a uns 10 quilòmetres de la frontera per a l'ús dels guàrdies fronterers. La carretera condueix a través del Taghdumbash Pamir fins a la carretera del Karakoram, a 80 quilòmetres de distància. La vall a l'est del pas de Wakhjir al costat xinès és la vall de Chalachigu.
Pel costat afganès la carretera més propera és una accidentada pista que des de Sarhad-e Wakhan condueix fins al pas per camins després d'uns 100 quilòmetres. Just a sota del coll hi ha una cova de gel, a 4.554 msnm, que és la font del riu Wakhjir, afluent de l'Amudarià (Oxus).
El port roman inaccessible durant almenys cinc mesos a l'any, i durant la resta de l'any no sempre és fàcil travessar-lo.

## Història
El terreny és extremadament difícil, tot i que Aurel Stein va informar que els accessos immediats al coll van ser "notablement fàcils". Hi ha pocs registres de passos reeixits per part d'estrangers. Històricament, el pas era una ruta comercial entre Badakhxan i Yarkand utilitzada pels comerciants de Bajaor. El pas de Wakhjir forma part de la Ruta de la Seda. Es creu que el pelegrí budista xinès Xuanzang va viatjar per aquest pas en el seu viatge de tornada a la Xina aproximadament l'any 649 dC. Suposadament, Marco Polo va creuar el coll quan va viatjar pel Pamir, encara que no va mencionar el coll pel seu nom. El sacerdot jesuïta Bento de Góis va creuar del Wakhan a la Xina entre 1602 i 1606. Els següents relats que parlen del port són del període del The Great Game, a finals del segle xix. El 1868 un expert topògraf indi conegut com Mirza, que treballava pel Gran Projecte de Topografia Trigonomètrica de l'Índia, va creuar el pas. L'any 1874 el va creuar el capità T.E. Gordon, de l'exèrcit britànic, el 1891 ho fou per Francis Younghusband, i el 1894 per Lord Curzon. El maig de 1906 Sir Aurel Stein va creuar el pas i va informar que en aquell moment sols l'utilitzaven 100 ponis carregats de mercaderies cada any. Des d'aleshores l'únic occidental que ha creuat el pas sembla haver estat H.W. Tilman el 1947.
L'any 1895 el pas fou establert com a frontera entre la Xina i l'Afganistan en un acord entre els britànics i els russos, encara que els xinesos i els afganesos finalment no es van posar d'acord sobre la frontera fins al 1963.
Es creu que en èpoques més recents, el pas s'utilitza com a ruta de contraban de drogues per transportar opi elaborat a l'Afganistan cap a la Xina. L'Afganistan ha demanat a la Xina en diverses ocasions que obri la frontera al Corredor de Wakhan per raons econòmiques o com a via de subministrament alternativa per combatre la insurrecció talibana. No obstant això, la Xina ho ha evitat, en gran part a causa dels disturbis al Xinjiang, a l'extrem occidental, que limita amb el corredor. El desembre de 2009 es va informar que els Estats Units havien demanat a la Xina que obrís el corredor.